# 能登群発地震
能登群発地震（のとぐんぱつじしん）は、2020年12月以降に石川県の能登地方および能登半島沖で発生している群発地震である。2024年1月1日に一連の地震活動で最大のM7.6の地震が発生したことに伴い、気象庁より「令和6年能登半島地震」と命名された。2023年5月5日に発生して被害を出した地震は、石川県が「令和5年奥能登地震」と命名している。

## 概要

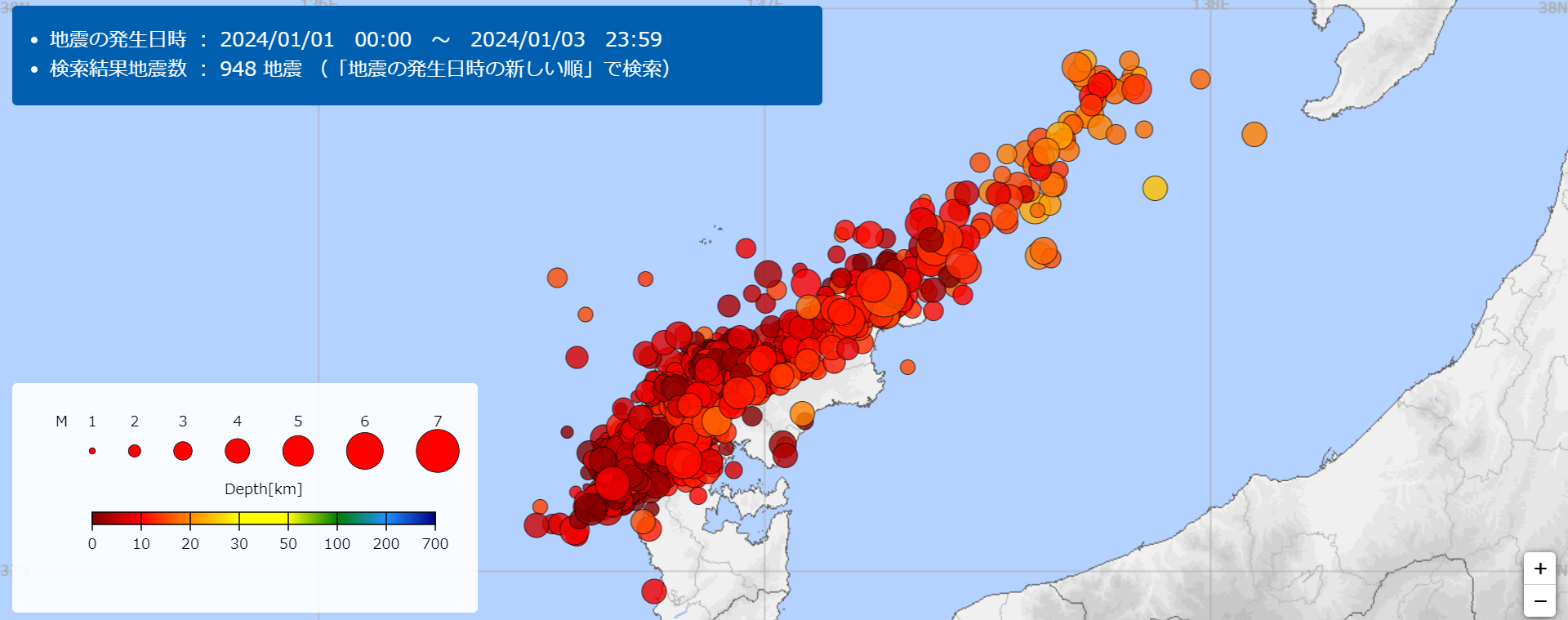
2024年1月1日から3日までに本震の震源域内で最大震度1以上を観測した948回の地震の震源を示した地図。円の大きさは地震の規模、円の色は震源の深さを表す。当初の地震活動は能登半島先端の珠洲市付近であったが、2024年1月1日以降は佐渡島西方から能登半島西方までの範囲に拡大した。

石川県能登地方では、2018年頃から地震回数が増加傾向となり、2020年12月から地震活動が活発になった。気象庁によると、2020年12月以降、2023年末までに最大震度1以上の地震を506回観測した。2021年9月16日に発生したM5.1の地震では珠洲市で最大震度5弱、2022年6月19日に発生したM5.4の地震では珠洲市で最大震度6弱、2023年5月5日に発生したM6.5の地震では珠洲市で最大震度6強を観測した。
その活動が収束しない中で、2024年1月1日、一連の活動で最大となるM7.6の地震が発生し、輪島市と志賀町で最大震度7を観測した。その後も最大震度5弱以上の強い余震が繰り返し発生し、2024年の1月と2月だけで最大震度1以上の地震を1702回観測した。
一連の地震活動は、2022年6月時点では東西約15 km、南北約15 kmの領域で発生しており、特に北側から東側にかけての領域で地震活動が活発であった。地震活動の領域は半島先端部を時計回りの方向で拡大する傾向を見せ、2022年11月以降は南東部の海岸沿いにも広がった。また2023年5月のM6.5の地震は活動域の東側の北部で発生し、以後は地震活動がさらに北から東側の海域にも拡大した。さらに2024年1月1日に発生したM7.6の地震以後、地震活動は能登半島北東海域から2007年の能登半島地震活動域付近にかけて、能登半島北部を北東 - 南西方向に縦断する範囲にまで拡大している。
群発地震の詳しい原因はわかっていないが、金沢大学教授の平松良浩によると、地下から上昇した流体により地殻が膨張している可能性があるという。地面が隆起する地殻変動も観測されており、 珠洲市の観測点では2020年11月から2022年6月までに地面が4 cmほど隆起している。能登地方のように周囲に火山がない場所でこれほどの地殻変動が観測されるのはかなり珍しいことである。東京工業大学教授の中島淳一は、同地域における過去の地震の伝播を解析した結果から、半島地下に水が広く存在していると推測した。また、それらの供給量や上昇経路を解明できれば、地震活動を予測できる可能性があるとしている。
2023年4月に地震調査研究推進本部地震調査委員会が発表した地震活動の評価によると、能登半島での活発な地震活動について、「地殻変動域の変化、地震活動の浅部への移動、電気伝導度の分布などから、今回の活動には、流体の移動が関与している可能性がある」としている。
その後の調査により、一連の群発地震の原因となった流体（水）の量は、東京ドーム23個分（およそ2900万立方メートル）に上ることがわかった。

## 主な地震の一覧
石川県能登地方での地震活動が活発化した2020年12月以降に発生した最大震度5弱以上の地震を以下に示す。発生日時のリンクから詳しい情報を閲覧することができる。
| 発生日時               | 震央           | 震源の深さ | 規模(M) | 最大震度 | 出典   | 備考                                |
| ---------------------- | -------------- | ---------- | ------- | -------- | ------ | ----------------------------------- |
| 2021年09月16日18時42分 | 石川県能登地方 | 13 km      | 5.1     | 5弱      | [ 26 ] |                                     |
| 2022年06月19日15時08分 | 石川県能登地方 | 13 km      | 5.4     | 6弱      | [ 27 ] |                                     |
| 2022年06月20日10時31分 | 石川県能登地方 | 14 km      | 5.0     | 5強      | [ 28 ] |                                     |
| 2023年05月05日14時42分 | 能登半島沖     | 12 km      | 6.5     | 6強      | [ 29 ] |                                     |
| 2023年05月05日21時58分 | 能登半島沖     | 14 km      | 5.9     | 5強      | [ 30 ] |                                     |
| 2024年01月01日16時06分 | 石川県能登地方 | 12 km      | 5.5     | 5強      | [ 31 ] |                                     |
| 2024年01月01日16時10分 | 石川県能登地方 | 16 km      | 7.6     | 7        | [ 32 ] | 詳細は能登半島地震 (2024年)を参照。 |
| 2024年01月01日16時12分 | 能登半島沖     | 09 km      | 5.7     | 6弱      | [ 33 ] |                                     |
| 2024年01月01日16時18分 | 石川県能登地方 | 11 km      | 6.1     | 5強      | [ 34 ] |                                     |
| 2024年01月01日16時56分 | 石川県能登地方 | 14 km      | 5.8     | 5強      | [ 35 ] |                                     |
| 2024年01月01日17時22分 | 石川県能登地方 | 12 km      | 4.9     | 5弱      | [ 36 ] |                                     |
| 2024年01月01日18時03分 | 能登半島沖     | 14 km      | 5.5     | 5弱      | [ 37 ] |                                     |
| 2024年01月01日18時08分 | 能登半島沖     | 14 km      | 5.8     | 5強      | [ 38 ] |                                     |
| 2024年01月01日18時39分 | 能登半島沖     | 06 km      | 4.8     | 5弱      | [ 39 ] |                                     |
| 2024年01月01日20時35分 | 石川県能登地方 | 02 km      | 4.5     | 5弱      | [ 40 ] |                                     |
| 2024年01月02日10時17分 | 石川県能登地方 | 10 km      | 5.6     | 5弱      | [ 41 ] |                                     |
| 2024年01月02日17時13分 | 能登半島沖     | 06 km      | 4.6     | 5強      | [ 42 ] |                                     |
| 2024年01月03日02時21分 | 石川県能登地方 | 12 km      | 4.9     | 5強      | [ 43 ] |                                     |
| 2024年01月03日10時54分 | 石川県能登地方 | 13 km      | 5.6     | 5強      | [ 44 ] |                                     |
| 2024年01月06日05時26分 | 石川県能登地方 | 12 km      | 5.4     | 5強      | [ 45 ] |                                     |
| 2024年01月06日23時20分 | 能登半島沖     | 05 km      | 4.3     | 6弱      | [ 46 ] |                                     |
| 2024年01月09日17時59分 | 佐渡付近       | 27 km      | 6.1     | 5弱      | [ 47 ] |                                     |
| 2024年01月16日18時42分 | 石川県能登地方 | 03 km      | 4.8     | 5弱      | [ 48 ] |                                     |
| 2024年06月03日06時31分 | 石川県能登地方 | 14 km      | 6.0     | 5強      | [ 49 ] |                                     |
| 2024年11月26日22時47分 | 石川県西方沖   | 07 km      | 6.6     | 5弱      | [ 50 ] |                                     |

## 2022年

### 6月19日15時8分の地震
2022年6月19日15時8分頃、石川県の能登地方（北緯37度30.9分 東経137度16.5分 / 北緯37.5150度 東経137.2750度）の深さ13 kmを震源とするM5.4の地震があり、石川県珠洲市で震度6弱の激しい揺れを観測した。また、石川県能登では長周期地震動階級1を観測した。石川県で震度6弱以上の揺れを観測したのは、2007年に起きた能登半島地震以来、15年ぶりである。
この地震は地殻内で発生した地震であり、発震機構は北北西-南南東方向に圧力軸を持つ逆断層型である。この地震に対し、気象庁は地震波検知から8.6秒後の15時8分19.1秒に緊急地震速報（警報）を発表した。
| 震度 | 都道府県 | 観測点名                                                               |
| ---- | -------- | ---------------------------------------------------------------------- |
| 6弱  | 石川県   | 珠洲市正院町                                                           |
| 5弱  | 石川県   | 珠洲市大谷町・能登町松波                                               |
| 4    | 石川県   | 輪島市鳳至町・輪島市門前町走出・珠洲市三崎町・能登町宇出津・能登町柳田 |

この地震により6人が軽傷を負ったほか、73棟の住家が一部破損した。 震度6弱を観測した珠洲市では、住宅地の塀が倒れたり、寺の墓石が倒れたりした。珠洲市飯田町の春日神社では、鳥居が倒壊したほか、境内の石灯籠が倒れたり、階段の一部が崩れたりした。見附島でも土砂が崩れ落ち、白い砂煙が上がる様子が確認された。

### 6月20日10時31分の地震
6月20日10時31分頃には、19日の地震の余震とみられるM5.0の地震が発生し、珠洲市で震度5強の揺れを観測した。
| 震度 | 都道府県 | 観測点名                         |
| ---- | -------- | -------------------------------- |
| 5強  | 石川県   | 珠洲市正院町                     |
| 4    | 石川県   | 珠洲市三崎町・大谷町、能登町松波 |

## 2023年

### 5月5日14時42分の地震（令和5年奥能登地震）
2023年5月5日14時42分頃、能登半島沖（北緯37度32.3分 東経137度18.2分 / 北緯37.5383度 東経137.3033度座標: 北緯37度32.3分 東経137度18.2分 / 北緯37.5383度 東経137.3033度）の深さ12 kmを震源とするM6.5の強い地震が発生し、石川県珠洲市で震度6強（計測震度6.1）の大きな揺れを観測した。また、石川県能登では長周期地震動階級3を観測した。防災科学技術研究所が発表した面的推定震度分布によると、珠洲市狼煙漁港付近で震度7相当の揺れとなっていた可能性がある。
この地震により、同日15時26分に輪島港で10 cm、14時50分に珠洲市長橋で4 cmの津波を観測した。
この地震に対し、気象庁は地震波検知から7.3秒後に緊急地震速報（警報）を発表した。
外国訪問から帰国途上であった内閣総理大臣・岸田文雄は、搭乗中の政府専用機内から官邸危機管理センターに向けて官邸対策室の設置を指示し、関係省庁の局長級による緊急参集チームを招集した。
石川県は、5月5日に2市1町（輪島市、珠洲市、能登町）に対して災害救助法の適用を決定した。また、5月12日に珠洲市に対して被災者生活再建支援法の適用を決定した。5月23日、政府は珠洲市に対して局地激甚災害（局激）を適用する見込みであると発表し、6月14日に施行される。
石川県は、この5月5日に発生した地震について「令和5年奥能登地震」と呼ぶことを決定、6月7日の知事の記者会見で発表した。被害が能登地方の中でも奥能登地域に集中していることを理由に挙げており、併せて、奥能登地域の応援を掲げた観光振興や農水産物のPRを行っていくことを発表している。なお、この時点では顕著な災害の基準に到達していなかったことから、気象庁による正式名称は定められていなかった。
| 震度 | 都道府県 | 観測点名 |
| ---- | -------- | --- |
| 6強  | 石川県   | 珠洲市正院町 |
| 5強  | 石川県   | 珠洲市三崎町・大谷町、能登町松波 |
| 5弱  | 石川県   | 輪島市鳳至町・門前町走出、能登町宇出津 |
| 4    | 石川県   | 金沢市西念、七尾市本府中町・袖ヶ江町・垣吉町・能登島向田町、小松市小馬出町、輪島市舳倉島・河井町、羽咋市旭町、かほく市浜北、能美市来丸町、志賀町富来領家町・末吉千古、中能登町末坂・能登部下、穴水町大町、能登町柳田                                     |
| 4    | 新潟県   | 長岡市中之島、三条市新堀、十日町市千歳町・松之山、妙高市田町、上越市中ノ俣・大手町・木田・牧区柳島・柿崎区柿崎・大潟区土底浜・頸城区百間町・吉川区原之町・三和区井ノ口・板倉区針・名立区名立大町、佐渡市岩谷口・河原田本町・赤泊・小木町、刈羽村割町新田 |
| 4    | 富山県   | 高岡市福岡町、氷見市加納、小矢部市泉町、射水市小島・本町・橋下条・二口・加茂中部、舟橋村仏生寺 |
| 4    | 福井県   | あわら市市姫・国影、坂井市三国町中央 |

| 階級 | 都道府県 | 観測点名     |
| ---- | -------- | ------------ |
| 3    | 石川県   | 珠洲市三崎町 |
| 2    | 石川県   | 輪島市鳳至町 |

珠洲市では、60代の男性がはしごから転落し死亡した。同市内では、一時最大39世帯で断水、また一部で水道水の濁りが発生したが、5月7日までにすべて解消した。国道249号線は、地震の影響による落石や路面の亀裂拡大により珠洲市と輪島市の2か所で一時通行止めとなったが、応急復旧工事を行い5月10日までに片側交互通行が可能となった。2022年6月の地震により被害を受けた春日神社では、修復を終えた石灯篭が再び倒壊するなどの被害が出たほか、見附島でも斜面の崩落が再び確認され、島への道が通行禁止となった。
| 都道府県 | 人的被害 (人) | 人的被害 (人) | 人的被害 (人) | 住家被害 (棟) | 住家被害 (棟) | 住家被害 (棟) |
| 都道府県 | 死者          | 重傷          | 軽傷          | 全壊          | 半壊          | 一部破損      |
| -------- | ------------- | ------------- | ------------- | ------------- | ------------- | ------------- |
| 富山県   |               |               | 1             |               |               | 4             |
| 石川県   | 1             | 2             | 45            | 40            | 311           | 3,042         |
| 合計     | 1             | 2             | 46            | 40            | 311           | 3,046         |

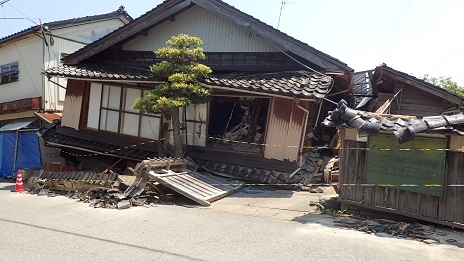
5月5日の地震で倒壊した家屋（珠洲市）
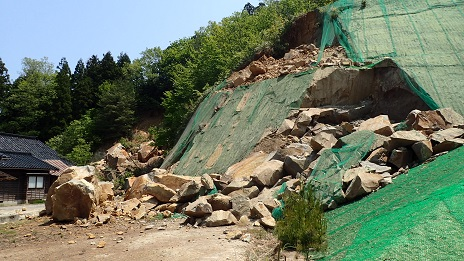
地震による斜面崩落（珠洲市）

### 5月5日21時58分の地震
同日21時58分頃には、能登半島沖の深さ14 kmを震源とするM5.9の地震が発生し石川県珠洲市で最大震度5強を観測、長周期地震動階級2を石川県能登で観測した。この地震に対し、気象庁は地震波検知から6.7秒後に緊急地震速報（警報）を発表した。この地震においては直前に小さな地震を検知したことからPLUM法による警報も発表されたため、同じ地震で2度の緊急地震速報が出ている。
| 震度 | 都道府県 | 観測点名 |
| ---- | -------- | --- |
| 5強  | 石川県   | 珠洲市正院町・大谷町 |
| 5弱  | 石川県   | 珠洲市三崎町、能登町松波 |
| 4    | 石川県   | 七尾市能登島向田町、輪島市舳倉島・鳳至町・河井町・門前町走出、穴水町大町、能登町宇出津・柳田                                                   |
| 4    | 新潟県   | 上越市大手町・木田・安塚区安塚・牧区柳島・柿崎区柿崎・頸城区百間町・三和区井ノ口・名立区名立大町、長岡市小国町法坂・中之島、佐渡市岩谷口・赤泊 |
| 4    | 富山県   | 舟橋村仏生寺 |

| 階級 | 都道府県 | 観測点名     |
| ---- | -------- | ------------ |
| 2    | 石川県   | 珠洲市三崎町 |

5月5日14時42分のM6.5の地震発生以降、6月8日8時の時点で最大震度1以上を観測した地震は124回発生した。

### 奥能登地震以降の地震活動
能登半島での群発地震における地震の発生回数は2023年5月5日の奥能登地震以降急激に増加したが、その後減少を続け7月までには奥能登地震発生前の水準に戻った。9月28日以降能登半島付近で最大震度3以上の地震は起きておらず、気象庁が発表していた最大震度別地震回数表も10月16日10時限りで更新が中断されていた。しかし、12月に入っても地震活動そのものは継続していたため、引き続き地震による強い揺れに警戒が必要とされていた。12月には珠洲市付近で8回の有感地震が発生しており、12月29日0時13分に発生した最大震度1、Mj2.6の地震が年内、かつ1月1日16時6分の地震より前で最後の有感地震となった。一方で、地震前には震源域付近でスロースリップも発生していた。
統計数理研究所の尾形良彦と熊澤貴雄は、2023年の奥能登地震以降に発生した地震についてデトレンド時間分布を取ると、震源域が徐々に拡散しているほか、本震の直前にはそれまでの地震発生回数の傾向から予測されるよりも地震活動が静穏化していたと指摘している。また、このような活動には非定常のETASモデルがよく適合しており、流体の貫入の状況が変化したことが示唆される。

## 2024年

### 本震当日の微小地震
東京工業大学教授の中島淳一は、本震の2時間ほど前から、それまでほとんど発生していなかった地震の回数が急激に増加していることを指摘している。気象庁の震源リストによれば、地震の当日、震央地名が「石川県能登地方」または「能登半島沖」のいずれかである地震が初めて起きたのは14時17分に能登地方で発生した地震（Mj1.6）で、それ以降16時6分の地震の前までに14時46分に能登半島沖で発生した地震（Mj1.9）を始め、10回の地震が能登地方または能登半島沖で発生した。

### 1月1日16時6分の地震
2024年1月1日16時6分6.1秒に発生した本地震は、気象庁の震度データベース検索によれば本震の当日、本震の発生前に石川県能登地方または能登半島沖で観測された最大震度1以上の前震としては唯一のものである。この地震の段階で16時8分に発表された地震情報には「津波の心配はありません」と表記されており、津波情報は発表されていなかった。また、この地震では最大震度5強を観測しているにも関わらず、本来は最大震度5弱以上を観測した場合に発表される推計震度分布は発表されていない。
| 震度 | 都道府県 | 観測点名                                       |
| ---- | -------- | ---------------------------------------------- |
| 5強  | 石川県   | 珠洲市正院町・大谷町                           |
| 4    | 石川県   | 輪島市鳳至町、珠洲市三崎町、能登町宇出津・松波 |

この地震に伴い、気象庁は地震検知から6.0秒後の16時6分14.1秒に緊急地震速報（警報）を発表した。また、輪島市鳳至町と珠洲市三崎町で長周期地震動階級1を観測している。また、石川県と消防庁は前震の段階ですでに災害対策本部を設置していた他、16時8分には石川県に適切な対応と被害の報告を要請していた。

### 本震直前の地震
前に掲げた地震の他に、2024年1月1日16時10分からの1分間に2回の地震が発生しているが、発生時刻や震央が本震と近いため本震との震度の分離は不可能である。これらの他に16時8分には16時6分の地震が発生した場所からやや西に外れた場所でMj4.6の地震が発生した。このように、1月1日15時以降本震までに複数の地震に及び通常では1回の地震の中でしか見られないような地震活動の活発化が見られていることから、この現象はいわばスロー映像で見た地震の経過のようなものであると指摘されている。これら当日の群発地震によって断層が不安定となり、本震を引き起こした可能性も高い。なお、16時8分の地震では石川県能登で震度3が予報されたため地震波検知から2.3秒後の16時8分33.3秒に緊急地震速報（予報）が発表されている。
| 発生時刻       | 震央地名（震央座標）                                                            | 震源の深さ | 地震の規模 | 震度                   |
| -------------- | ------------------------------------------------------------------------------- | ---------- | ---------- | ---------------------- |
| 16時08分25.6秒 | 石川県能登地方（北緯37度29.7分 東経137度13.1分 / 北緯37.4950度 東経137.2183度） | 11 km      | M4.6       | 震度1以上を観測せず    |
| 16時10分08.3秒 | 能登半島沖（北緯37度31.0分 東経137度14.4分 / 北緯37.5167度 東経137.2400度）     | 10 km      | M不明      | 本震の震度と分離不可能 |
| 16時10分09.5秒 | 石川県能登地方（北緯37度30.4分 東経137度13.8分 / 北緯37.5067度 東経137.2300度） | 10 km      | M5.9       | 本震の震度と分離不可能 |

### 1月1日16時10分の地震（令和6年能登半島地震）
2024年1月1日16時10分には能登地方でマグニチュード7.6の地震が発生、石川県輪島市と羽咋郡志賀町で震度7の揺れを観測した。気象庁は石川県能登に大津波警報、山形県・新潟県上中下越・佐渡島・富山県・石川県加賀・福井県・兵庫県北部の各津波予報区にも津波警報を発表した。
同日、気象庁はこの地震並びに2020年12月以降の一連の地震活動を「令和6年能登半島地震」と命名した。地震に対して気象庁が命名を行うのは、2018年9月の平成30年北海道胆振東部地震以来。
京都大学防災研究所准教授の浅野公之らの研究グループが実施した解析によると、まず16時10分9秒に石川県珠洲市付近から輪島市付近にかけて南西方向に延びる断層が動いてM7.3の地震が発生し、これによって能登半島の沿岸部での隆起が発生した可能性がある。この地震による揺れが収まらない中、13秒後に今度は珠洲市付近から日本海に向けて北東に延びる断層が動いて再びM7.3の地震が発生し、これにより津波が発生した可能性がある。この説が正しければ、能登半島地震は東北地方太平洋沖地震などと同様に連動型地震であることになり、2つの地震を合わせてM7.6の規模となったことになる。なお、USGSのほかヨーロッパ地中海地震学センター (EMSC)やドイツ地球科学研究センターなどの日本国外の機関では16時10分9秒台から10秒台をMw7.5の地震が発生した時刻であると発表している。

### 1月1日16時12分の地震
この地震は速報段階では本震と同一の揺れとして取り扱われていたが、その後に地震の波形などを分析した結果16時10分の本震とは別にこの地震が本震の震源から西に約70 km離れた沖合で発生していたことが判明し、2月8日の記者会見で発表された。本震の震度7を発表していたことから防災対応に問題はなかったと判断された。揺れ自体は本震から連続している。このような経緯から、地震発生直後に作成される推計震度分布はこの地震に対しては作成されていない。緊急地震速報に関しても本震（とその直前の2つの地震）に伴い発表されたものと区別されていない。なお、気象庁の震度データベース検索によれば震度6弱は本震の余震で観測した震度としては1月6日23時20分の地震と並んで最大である。また、この地震に関しては震度データベースに震度3の観測地点までしか掲載されておらず、震度2と震度1の観測地点が掲載されていない。
| 震度 | 都道府県 | 観測点名 |
| ---- | -------- | --- |
| 6弱  | 石川県   | 志賀町香能 |
| 5強  | 石川県   | 志賀町末吉千古 |
| 5弱  | 石川県   | 七尾市垣吉町、珠洲市三崎町・大谷町、中能登町末坂・能登部下 |
| 4    | 石川県   | 七尾市本府中町・袖ヶ江町・能登島向田町、輪島市鳳至町・門前町走出、珠洲市正院町、羽咋市柳田町、志賀町富来領家町、穴水町大町、宝達志水町子浦・今浜、かほく市浜北・宇野気 |
| 4    | 富山県   | 富山市新桜町 |

### 1月1日16時18分の地震
この地震のMj6.1という規模は気象庁の震度データベース検索によれば1月9日17時59分の地震と並び余震としては最大のものであった。津波に関しては（本震に伴う）「津波警報等（大津波警報・津波警報あるいは津波注意報）を発表中」と表示され、本地震に対する固有の情報は発表されなかった。
| 震度 | 都道府県 | 観測点名 |
| ---- | -------- | --- |
| 5強  | 石川県   | 穴水町大町 |
| 5弱  | 石川県   | 七尾市能登島向田町、輪島市鳳至町・河井町、志賀町富来領家町・香能、中能登町末坂                                   |
| 4    | 石川県   | 七尾市本府中町・袖ヶ江町・垣吉町、羽咋市柳田町、志賀町末吉千古、中能登町能登部下、能登町宇出津、加賀市大聖寺南町 |
| 4    | 富山県   | 富山市新桜町・婦中町笹倉、舟橋村仏生寺、立山町吉峰、氷見市加納、射水市久々湊・本町・橋下条・二口                 |

| 階級 | 都道府県 | 観測点名                     |
| ---- | -------- | ---------------------------- |
| 2    | 石川県   | 七尾市本府中町、輪島市鳳至町 |
| 2    | 新潟県   | 新潟空港                     |

この地震に伴い、地震検知から6.7秒後の16時18分51.8秒に緊急地震速報（警報）が発表された。

### 1月1日16時56分の地震
津波に関しては（本震に伴う）「津波警報等（大津波警報・津波警報あるいは津波注意報）を発表中」と表示され、本地震に対する固有の情報は発表されなかった。
| 震度 | 都道府県 | 観測点名 |
| ---- | -------- | --- |
| 5強  | 石川県   | 輪島市門前町走出、穴水町大町 |
| 5弱  | 石川県   | 七尾市能登島向田町、志賀町富来領家町・香能、中能登町能登部下                                                                                           |
| 4    | 石川県   | 七尾市本府中町・袖ヶ江町・垣吉町、輪島市鳳至町・河井町、羽咋市柳田町、志賀町末吉千古、宝達志水町子浦、中能登町末坂、能登町宇出津、かほく市浜北・宇野気 |
| 4    | 富山県   | 氷見市加納 |

| 階級 | 都道府県 | 観測点名                       |
| ---- | -------- | ------------------------------ |
| 2    | 石川県   | 輪島市鳳至町、志賀町富来領家町 |

この地震に伴い、地震検知から6.8秒後の16時56分59.0秒に緊急地震速報（警報）が発表された。

### 1月1日17時22分の地震
津波に関しては（本震に伴う）「津波警報等（大津波警報・津波警報あるいは津波注意報）を発表中」と表示され、本地震に対する固有の情報は発表されなかった。
| 震度 | 都道府県 | 観測点名             |
| ---- | -------- | -------------------- |
| 5弱  | 石川県   | 珠洲市正院町         |
| 4    | 石川県   | 珠洲市三崎町・大谷町 |

この地震に伴い、地震検知から15.1秒後の17時22分29.2秒に緊急地震速報（警報）が発表された。

### 1月1日18時3分の地震
津波に関しては（本震に伴う）「津波警報等（大津波警報・津波警報あるいは津波注意報）を発表中」と表示され、本地震に対する固有の情報は発表されなかった。
| 震度 | 都道府県 | 観測点名                                                     |
| ---- | -------- | ------------------------------------------------------------ |
| 5弱  | 石川県   | 珠洲市正院町                                                 |
| 4    | 石川県   | 輪島市鳳至町・河井町、珠洲市三崎町・大谷町、志賀町富来領家町 |

### 1月1日18時8分の地震
津波に関しては（本震に伴う）「津波警報等（大津波警報・津波警報あるいは津波注意報）を発表中」と表示され、本地震に対する固有の情報は発表されなかった。
| 震度 | 都道府県 | 観測点名                                                                               |
| ---- | -------- | -------------------------------------------------------------------------------------- |
| 5強  | 石川県   | 珠洲市三崎町                                                                           |
| 5弱  | 石川県   | 珠洲市正院町・大谷町                                                                   |
| 4    | 石川県   | 七尾市本府中町、輪島市鳳至町・河井町・門前町走出、穴水町大町、能登町宇出津・柳田・松波 |
| 4    | 新潟県   | 上越市木田・頸城区百間町                                                               |
| 4    | 富山県   | 富山市新桜町・舟橋村仏生寺・高岡市広小路・射水市二口                                   |

| 階級 | 都道府県 | 観測点名     |
| ---- | -------- | ------------ |
| 2    | 石川県   | 輪島市鳳至町 |

この地震に伴い、地震検知から6.6秒後の18時08分27.9秒に緊急地震速報（警報）が発表された。

### 1月1日18時39分の地震
速報では地震発生時刻は「18時40分ごろ」と発表された。津波に関しては（本震に伴う）「津波警報等（大津波警報・津波警報あるいは津波注意報）を発表中」と表示され、本地震に対する固有の情報は発表されなかった。
| 震度 | 都道府県 | 観測点名         |
| ---- | -------- | ---------------- |
| 5弱  | 石川県   | 志賀町香能       |
| 4    | 石川県   | 志賀町富来領家町 |

この地震に伴い、地震検知から6.4秒後の18時40分08.4秒に緊急地震速報（警報）が発表された。

### 1月1日20時35分の地震
この地震が起きる直前の20時35分32.1秒にも石川県能登地方の北緯37度9.3分 東経136度44.6分 / 北緯37.1550度 東経136.7433度（震源の深さ4 km）でM4.1の地震が発生しているが、両者の震度の分離は不可能である。津波に関しては（本震に伴う）「津波警報等（大津波警報・津波警報あるいは津波注意報）を発表中」と表示され、本地震に対する固有の情報は発表されなかった。
| 震度 | 都道府県 | 観測点名         |
| ---- | -------- | ---------------- |
| 5弱  | 石川県   | 志賀町富来領家町 |

### 1月2日10時17分の地震
この地震自体による津波の心配はないと発表されたが、本震による海面変動への注意喚起が付された。
| 震度 | 都道府県 | 観測点名 |
| ---- | -------- | --- |
| 5弱  | 石川県   | 輪島市門前町走出、穴水町大町 |
| 4    | 石川県   | 七尾市本府中町・袖ヶ江町・能登島向田町、輪島市鳳至町・河井町、志賀町富来領家町・香能・末吉千古、中能登町末坂・能登部下、能登町宇出津 |

| 階級 | 都道府県 | 観測点名     |
| ---- | -------- | ------------ |
| 2    | 石川県   | 輪島市鳳至町 |

この地震に伴い、地震検知から6.4秒後の10時17分45.3秒に緊急地震速報（警報）が発表された。

### 1月2日17時13分の地震
この地震自体による津波の心配はないと発表されたが、本震による海面変動への注意喚起が付された。この地震の後に気象庁は報道発表を行い、危険な場所に近づかないこと、最大震度7程度の地震に注意することを呼びかけた。また、志賀原発に対しこの地震による新たな被害はなかった。
| 震度 | 都道府県 | 観測点名         |
| ---- | -------- | ---------------- |
| 5強  | 石川県   | 志賀町香能       |
| 4    | 石川県   | 志賀町富来領家町 |

### 1月3日2時21分の地震
この地震自体による津波の心配はないと発表されたが、本震による海面変動への注意喚起が付された。珠洲市役所で強い揺れが感じられ被害状況を確認した他、珠洲警察署では横揺れが数秒間続いた。この地震の後に気象庁は報道発表を行い、危険な場所に近づかないこと、最大震度7程度の地震に注意することを呼びかけた。
| 震度 | 都道府県 | 観測点名     |
| ---- | -------- | ------------ |
| 5強  | 石川県   | 珠洲市正院町 |
| 5弱  | 石川県   | 珠洲市三崎町 |
| 4    | 石川県   | 珠洲市大谷町 |

この地震に伴い、地震検知から9.9秒後の2時22分01.6秒に緊急地震速報（警報）が発表された。また、輪島市鳳至町で長周期地震動階級1を観測した。

### 1月3日10時54分の地震
この地震自体による津波の心配はないと発表され、この地震では本震による海面変動への注意喚起も付されなかった。この地震により、輪島市役所では10秒間ほど突き上げるような揺れが感じられ、市役所の職員も驚いた様子であった。また、北陸新幹線がこの地震に伴う停電により上田駅と糸魚川駅の間で一時運転を見合わせた。この地震の後に気象庁は報道発表を行い、危険な場所に近づかないこと、最大震度7程度の地震に注意することを呼びかけた。
| 震度 | 都道府県 | 観測点名                               |
| ---- | -------- | -------------------------------------- |
| 5強  | 石川県   | 輪島市鳳至町・河井町                   |
| 5弱  | 石川県   | 輪島市門前町走出                       |
| 4    | 石川県   | 穴水町大町・中能登町末坂・能登町宇出津 |

| 階級 | 都道府県 | 観測点名     |
| ---- | -------- | ------------ |
| 3    | 石川県   | 輪島市鳳至町 |

この地震に伴い、地震検知から8.5秒後の10時54分46.8秒に緊急地震速報（警報）が発表された。

### 1月6日5時26分の地震
この地震自体による津波の心配はないと発表された。この地震により穴水町では強い横揺れが5秒以上、七尾市では強い横揺れが20秒程度、富山県氷見市では横揺れが10秒から15秒ほど感じられたが、棚から物が落ちることはなく、いずれも被害の報告はなかった。新幹線・高速道路も平常通りの状態であった。この地震の後に気象庁は報道発表を行い、可能な限り危険な場所に立ち入らないこと、最大震度7程度の地震に注意することを呼びかけた。
| 震度 | 都道府県 | 観測点名 |
| ---- | -------- | --- |
| 5強  | 石川県   | 穴水町大町 |
| 5弱  | 石川県   | 七尾市能登島向田町 |
| 4    | 石川県   | 七尾市本府中町・袖ヶ江町・垣吉町、輪島市鳳至町・河井町・門前町走出、志賀町富来領家町・香能・末吉千古、中能登町末坂・能登部下 |
| 4    | 富山県   | 氷見市加納 |

この地震に伴い、地震検知から5.8秒後の05時27分01.3秒に緊急地震速報（警報）が発表された。また、この地震に伴い、七尾市本府中町と輪島市鳳至町で長周期地震動階級1を観測した。

### 1月6日23時20分の地震
この地震自体による津波の心配はないと発表された。この地震では、震度6弱を観測した観測地点（志賀町香能）以外の観測地点では震度3以下の揺れしか観測されず、周辺の震度と大きな差が見られたことから7日に気象庁が当該地震計に傾きやひび割れがないか否かを点検したが、地震計や周辺地盤に異常は見つからなかった。志賀町役場の警備員は大きな揺れを感じなかったとし、警察や消防にも被害の情報は入っていなかった。計測震度は5.6であり、最大加速度は1492 Galと兵庫県南部地震の891 Galを大きく超えていた他、波形も異常なものではなかったが、通常見られるような差とは言えなかった。揺れが継続した時間が5秒ほどと短かったことから強い揺れとしては感じられず、地震計に近かった1地点だけで震度6弱を観測した可能性があると気象庁は述べている。緊急地震速報（警報）に関しても震度5弱以上の揺れがどの地域でも予想されなかったことから発表されなかった。志賀原発については1月7日0時38分に原子力規制委員会より異常は確認できなかったと発表された。この地震の後に気象庁は報道発表を行い、可能な限り危険な場所に立ち入らないこと、最大震度7程度の地震に注意することを呼びかけた。なお、気象庁の震度データベース検索によれば震度6弱は本震の余震で観測した震度としては1月1日16時12分の地震と並んで最大である。また、同検索によると1919年以降に震度6弱（1995年までは震度6）以上を観測した全ての地震でマグニチュードが5.0以下であったのはこの地震が唯一であり（2番目は2019年の熊本地震などのMj5.1）、震度5強以上を観測した全ての地震でもマグニチュードが最も小さかった。京都大学防災研究所によれば、震度6弱を観測したK-NET富来と気象庁の観測所（富来領家町）の間で震動の方向はほとんど変わらなかったが、震動の加速度の大きさや速さはK-NET富来のほうが10倍ほど大きかった。地震による断層の破壊が丁度K-NET富来の方向に向かって伝わり、さらに地震計に入った揺れの周期が0.2秒ほどと、丁度K-NET富来が揺れやすい周期に相当したために、震度6弱を観測した可能性があると考えられている。
| 震度 | 都道府県 | 観測点名   |
| ---- | -------- | ---------- |
| 6弱  | 石川県   | 志賀町香能 |

### 1月9日17時59分の地震
この地震のMj6.1という規模は気象庁の震度データベース検索によれば1月1日16時18分の地震と並び余震としては最大のものであった。また、大阪管区気象台はこの地震に伴い18時5分、新潟県上中下越・新潟県佐渡・石川県能登に「津波予報（若干の海面変動）」を発表した。しかし、日本の沿岸で津波は観測されなかった。この地震に伴い、消防庁は災害対策室を設置したが、1月16日17時に廃止した。この地震による新たな被害は報告されていない。また、長岡市と佐渡市は災害警戒本部を17時59分に設置したが、被害の報告はなかった。18時1分には首相官邸に情報連絡室が設置されている。新潟市内では横揺れが30秒ほど、珠洲市では横揺れが15秒ほど続き、停電が発生したため上越新幹線が浦佐駅と新潟駅の間で運転を見合わせた。高速道路や志賀原発に異常はなかった。18時24分、原子力規制委員会は柏崎刈羽原発にも異常は確認されなかったと発表した。
| 震度 | 都道府県 | 観測点名 |
| ---- | -------- | --- |
| 5弱  | 新潟県   | 長岡市中之島 |
| 4    | 新潟県   | 上越市木田・安塚区安塚・大潟区土底浜、長岡市寺泊敦ケ曽根、三条市新堀、柏崎市高柳町岡野町、見附市昭和町、魚沼市須原、阿賀町鹿瀬中学校、新潟市中央区美咲町、新潟市秋葉区程島・新津東町、新潟市南区白根、新潟市西区寺尾東、新潟市西蒲区役所、佐渡市相川三町目・岩谷口・松ヶ崎・千種・河原田本町・畑野・真野新町・赤泊・両津支所・新穂瓜生屋・小木町 |
| 4    | 石川県   | 七尾市能登島向田町、輪島市舳倉島・鳳至町・門前町走出、珠洲市正院町、中能登町末坂、能登町宇出津・松波 |

この地震に伴い、地震検知から11.2秒後の17時59分31.1秒に緊急地震速報（警報）が発表された。また、この地震に伴い、新潟市西蒲区役所と輪島市鳳至町で長周期地震動階級1を観測した。

### 1月16日18時42分の地震
この地震自体による津波の心配はないと発表された。この地震に伴う新たな被害は確認されなかった。志賀原発でも新たな異常は確認されなかったと当初は報道されており、原子力規制委員会からもそのように発表されていた。しかし、この地震に伴う安全確認のため2号機で高圧炉心スプレイ系非常用ディーゼル発電機の試運転を実施したところ、自動的に停止する事態が発生していたことが後に明らかになった。
| 震度 | 都道府県 | 観測点名                     |
| ---- | -------- | ---------------------------- |
| 5弱  | 石川県   | 志賀町富来領家町             |
| 4    | 石川県   | 輪島市門前町走出・志賀町香能 |

この地震に伴い、地震検知から9.3秒後の18時42分25.9秒に緊急地震速報（警報）が発表された。また、この地震に伴い、志賀町富来領家町で長周期地震動階級1を観測した。

### 6月3日6時31分の地震
この地震に伴い、地震検知から4.8秒後の第4報で緊急地震速報（警報）が群馬県・新潟県・富山県・石川県・長野県・岐阜県の6県に発表され、地震検知から5.3秒後の第5報には宮城県・秋田県・山形県・福島県・茨城県・栃木県・埼玉県・千葉県・東京都・神奈川県・福井県・山梨県・静岡県・愛知県・三重県・滋賀県・京都府・大阪府・兵庫県・奈良県の計26都府県と、本震よりも短時間で広範囲に発表された。しかし、この地震で震度4以上を観測したのは新潟県と石川県のみであった。緊急地震速報が過大評価された理由として、地震計が震源地の西側に限られていたことと、ほぼ同時にほぼ同じ場所で地震が発生したため、P波の特定が困難となったことが挙げられている。
また、元日に発生した地震によって半壊していた家屋が少なくとも5軒は崩壊するなどの被害が発生した。
気象庁は同日6時38分、石川県能登に津波予報（若干の海面変動）を発表した。珠洲市内の沿岸では若干の潮位変化が観測されたが、津波による被害はなかった。
| 震度 | 都道府県 | 観測点名 |
| ---- | -------- | --- |
| 5強  | 石川県   | 輪島市鳳至町、珠洲市三崎町・正院町・大谷町 |
| 5弱  | 石川県   | 能登町宇出津・松波 |
| 4    | 新潟県   | 上越市中ノ俣・大手町・木田・柿崎区柿崎・大潟区土底浜・頸城区百間町・吉川区原之町・三和区井ノ口・板倉区針、長岡市小国町法坂・中之島、柏崎市西山町池浦、十日町市松代、刈羽村割町新田 |
| 4    | 石川県   | 七尾市本府中町・垣吉町・能登島向田町、輪島市河井町・門前町走出、穴水町大町、能登町柳田                                                                                             |

| 階級 | 都道府県 | 観測点名                                 |
| ---- | -------- | ---------------------------------------- |
| 2    | 石川県   | 輪島市鳳至町、珠洲市三崎町、能登町宇出津 |

### 11月26日22時47分の地震
2024年11月26日22時47分に本震の震源域の更に西側にあたる石川県西方沖を震源とするMj6.6の地震が発生し、石川県能登地方で最大震度5弱を観測した。気象庁は令和6年能登半島地震の一連の地震活動としているが、東京大学地震研究所の佐竹健治は大きく見れば1月1日の地震の余震と考えられるものの震源が異なり更に西側の別の断層であるとし、直接の余震ではない（誘発地震）ことを指摘している。
| 震度 | 都道府県 | 観測点名 |
| ---- | -------- | --- |
| 5弱  | 石川県   | 輪島市門前町走出、志賀町香能 |
| 4    | 石川県   | 七尾市本府中町・袖ヶ江町・垣吉町・能登島向田町・中島町中島、輪島市鳳至町、珠洲市正院町、羽咋市柳田町、志賀町富来領家町・末吉千古、穴水町大町、宝達志水町子浦・今浜、中能登町末坂・井田・能登部下、能登町松波、加賀市大聖寺南町、津幡町加賀爪、かほく市浜北・宇野気・高松 |
| 4    | 富山県   | 富山市新桜町、高岡市広小路、氷見市加納、小矢部市泉町、射水市二口・加茂中部 |
| 4    | 福井県   | 福井市豊島、越前町織田 |

| 階級 | 都道府県 | 観測点名                 |
| ---- | -------- | ------------------------ |
| 2    | 石川県   | 金沢市西念、津幡町加賀爪 |

## 地震発生回数

### 全体の地震発生回数
2021年以降の最大震度別の地震発生回数は以下の通り。
| 年     | 最大震度別回数 | 最大震度別回数 | 最大震度別回数 | 最大震度別回数 | 最大震度別回数 | 最大震度別回数 | 最大震度別回数 | 最大震度別回数 | 最大震度別回数 | 計    |
| 年     | 1              | 2              | 3              | 4              | 5弱            | 5強            | 6弱            | 6強            | 7              | 計    |
| ------ | -------------- | -------------- | -------------- | -------------- | -------------- | -------------- | -------------- | -------------- | -------------- | ----- |
| 2021年 | 39             | 19             | 10             | 1              | 1              | 0              | 0              | 0              | 0              | 70    |
| 2022年 | 130            | 39             | 18             | 6              | 0              | 1              | 1              | 0              | 0              | 195   |
| 2023年 | 151            | 61             | 21             | 6              | 0              | 1              | 0              | 1              | 0              | 241   |
| 2024年 | 1,327          | 536            | 190            | 50             | 8              | 9              | 2              | 0              | 1              | 2,123 |
| 計     | 1,647          | 655            | 239            | 63             | 9              | 11             | 3              | 1              | 1              | 2,629 |

### 本震後の地震発生回数
2024年1月1日16時10分の本震以降、1月2日10時までにMj3.5以上の地震の回数は219回に達した。この回数は1993年2月7日の能登半島沖地震、1995年1月17日の兵庫県南部地震（阪神・淡路大震災を引き起こした地震）、2007年3月25日の能登半島地震、2008年6月14日の岩手・宮城内陸地震、2004年10月23日の新潟県中越地震、2016年4月14日以降の熊本地震、1983年5月26日の日本海中部地震など過去の主要な地震を上回り、1993年7月12日の北海道南西沖地震に匹敵する多さであった。地震発生から3日目までは大陸プレート内で発生した地震としては観測史上最もMj3.5以上の余震の回数が多かった。このように非常に多くの余震が発生している理由としては、本震の規模が大きかったことに加え、震源の断層が長かったこと、能登半島周辺の大小の断層が密集している複雑な構造も挙げられている。また、それまでの能登半島での群発地震とは異なり、本震の規模が他の地震と比べて明確に大きい「本震・余震型」という、他の地域での地震と同様の傾向が見られる。その一方で、特に震源域の西部では余震の回数の減少の仕方が地震学の大森公式から予測されるより速く、その原因としてこの地域に破壊されずに持ちこたえている活断層が存在する可能性が指摘されている。尾形と熊澤は、本震直後には非常に多くの地震が発生したために地震カタログで検出しきれていない地震があると想定し、検出率をモデルによって推定することで余震の変動を調査した。その結果、本震の直後には震源域の南西部で北東部より数倍多い数密度で地震が発生していたこと、地震からしばらく経過すると震源域の両端部で引き続き地震活動が活発であった一方、震源域の中央部での地震の数密度は低下していると指摘している。また、本震の余震活動では本震の前の活動とは異なり定常ETASモデルによる計算結果が実際の地震活動とよく適合している。防災科学技術研究所の推定では、本震から15時間以内に発生した余震によって輻射されたエネルギーは本震によって輻射されたエネルギーの3.4 %に達したと発表されている。
その一方で、佐渡島の西方の沖合にまだ破壊されていない活断層が2本残っており、これらが連動して地震が発生するとM7級の規模となり、新潟県沿岸に3 m前後の津波が押し寄せる可能性があること、日本海中部地震や北海道南西沖地震、1964年6月16日の新潟地震のように日本海側で発生した大地震では本震から1か月前後経ってから大きな余震が発生している事例が多いことから、余震への注意を続ける必要があるとされた。また、金沢市の森本・富樫断層帯、かほく市から七尾市にかけての邑知潟断層帯など周辺の活断層でも地震が起きやすくなっているという指摘もある。遠田は本震以降、金沢市を含め本震の震源から半径100 km以内で地震活動が活発になっており、最大震度7を観測する地震が発生する可能性もあると指摘している。このような地域では静的クーロン応力が0.1 bar以上強くなっているが、富山湾内では静的クーロン応力が弱くなっている領域も確認でき、活発な地震活動とは矛盾する結果となった。ただし、能登半島の南東側にある活断層は浅い部分だけの構造であるためにMj7クラスの地震を起こす可能性は低いと考えられた。しかし、金沢大学の平松良浩は今回の地震前に2020年以降の群発地震やそれによって続いていた地殻変動が収束しつつあったことを根拠に、1月1日の地震は最後の足掻きとして起きた地震であり、今後は能登半島での群発地震の活動は終息に向かう可能性が高いと述べている。

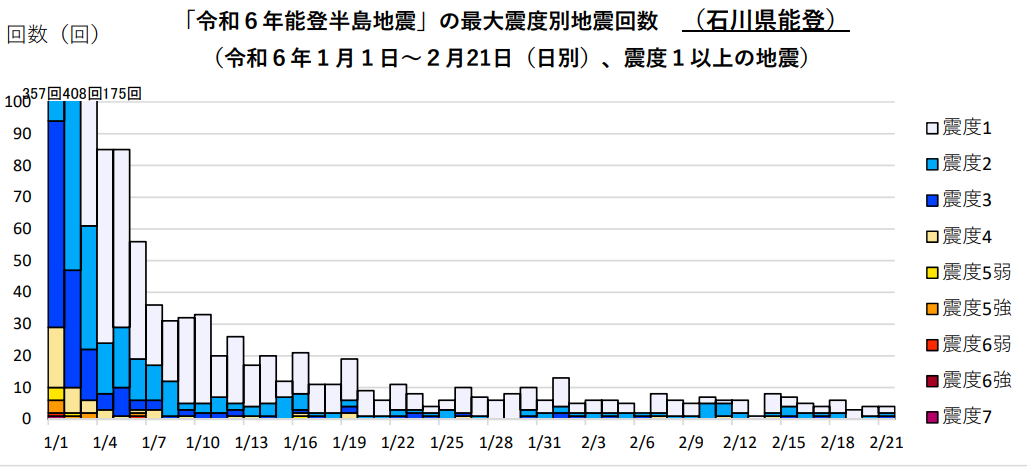
2024年1月1日から2月21日までに石川県能登地方で震度1以上の揺れを観測した地震の回数のグラフ。

1月末までに震度1以上を観測する地震は1558回発生した。本震が発生した1月1日から震度4以上の揺れを観測する地震が1月7日まで7日連続で、震度3以上の揺れを観測する地震が1月14日まで14日連続で、震度2以上の揺れを観測する地震が1月27日まで27日連続で観測された。2月23日は本震の発生以降で初めて、震度1以上の余震が一度も発生しない日となった。2月に震度1以上を観測した地震の回数は144回、同月に発生した最大の地震の規模はMj5.2に留まった。なお、2024年1月には緊急地震速報（警報）が発表された地震が20回発生しているが、その震源は全て「石川県能登地方」「能登半島沖」「佐渡付近」のいずれかであった。また、2024年1月には緊急地震速報（予報）の発表された地震が本地震関係以外を含めて376回発生しており、2023年12月の62回から大きく増加している。2024年最初の1週間の間、日本国内の能登半島周辺以外の地域の地震活動は低調であり、全世界でも日本時間の1月1日0時から7日10時までに能登半島近辺以外でM6.0以上の地震は発生しなかったことから、この時期は世界的にも能登半島の地震活動が最も活発であったと言える。
本震発生後3週間（1月1日から1月21日まで）の日別・最大震度別の最大震度1以上の地震発生回数は以下の通りであった。
| 発生日        | 最大震度別回数 | 最大震度別回数 | 最大震度別回数 | 最大震度別回数 | 最大震度別回数 | 最大震度別回数 | 最大震度別回数 | 最大震度別回数 | 最大震度別回数 | 計   |
| 発生日        | 1              | 2              | 3              | 4              | 5弱            | 5強            | 6弱            | 6強            | 7              | 計   |
| ------------- | -------------- | -------------- | -------------- | -------------- | -------------- | -------------- | -------------- | -------------- | -------------- | ---- |
| 2024年1月01日 | 131            | 134            | 66             | 19             | 4              | 4              | 1              | 0              | 1              | 360  |
| 2024年1月02日 | 266            | 98             | 37             | 8              | 1              | 1              | 0              | 0              | 0              | 411  |
| 2024年1月03日 | 116            | 39             | 16             | 4              | 0              | 2              | 0              | 0              | 0              | 177  |
| 2024年1月04日 | 60             | 17             | 5              | 3              | 0              | 0              | 0              | 0              | 0              | 85   |
| 2024年1月05日 | 57             | 19             | 9              | 1              | 0              | 0              | 0              | 0              | 0              | 86   |
| 2024年1月06日 | 37             | 13             | 3              | 1              | 0              | 1              | 1              | 0              | 0              | 56   |
| 2024年1月07日 | 19             | 11             | 3              | 3              | 0              | 0              | 0              | 0              | 0              | 36   |
| 2024年1月08日 | 19             | 11             | 1              | 0              | 0              | 0              | 0              | 0              | 0              | 31   |
| 2024年1月09日 | 25             | 4              | 2              | 0              | 1              | 0              | 0              | 0              | 0              | 32   |
| 2024年1月10日 | 30             | 3              | 2              | 0              | 0              | 0              | 0              | 0              | 0              | 35   |
| 2024年1月11日 | 13             | 5              | 2              | 0              | 0              | 0              | 0              | 0              | 0              | 20   |
| 2024年1月12日 | 21             | 2              | 2              | 1              | 0              | 0              | 0              | 0              | 0              | 26   |
| 2024年1月13日 | 14             | 3              | 0              | 1              | 0              | 0              | 0              | 0              | 0              | 18   |
| 2024年1月14日 | 15             | 4              | 1              | 0              | 0              | 0              | 0              | 0              | 0              | 20   |
| 2024年1月15日 | 5              | 7              | 0              | 0              | 0              | 0              | 0              | 0              | 0              | 12   |
| 2024年1月16日 | 13             | 5              | 1              | 1              | 1              | 0              | 0              | 0              | 0              | 21   |
| 2024年1月17日 | 9              | 1              | 1              | 0              | 0              | 0              | 0              | 0              | 0              | 11   |
| 2024年1月18日 | 9              | 2              | 0              | 0              | 0              | 0              | 0              | 0              | 0              | 11   |
| 2024年1月19日 | 12             | 3              | 2              | 2              | 0              | 0              | 0              | 0              | 0              | 19   |
| 2024年1月20日 | 8              | 1              | 0              | 0              | 0              | 0              | 0              | 0              | 0              | 9    |
| 2024年1月21日 | 5              | 1              | 0              | 0              | 0              | 0              | 0              | 0              | 0              | 6    |
| 計            | 884            | 383            | 153            | 44             | 7              | 8              | 2              | 0              | 1              | 1482 |

また、最大震度1未満の地震を含め気象庁の震源リストに掲載されている全ての地震の規模・震央地名別の発生回数は以下の通りであった。これらの地震の回数は、地震前と比べると能登半島とその西方沖で約100倍、富山湾で数十倍、金沢市や富山市で約10倍、佐渡島で数倍と震源からやや離れた地域でも地震活動が活発になっている。
| 気象庁マグニチュード (Mj) | 回数  |
| ------------------------- | ----- |
| Mj ≥ 6                    | 1     |
| 6 > Mj ≥ 5                | 13    |
| 5 > Mj ≥ 4                | 141   |
| 4 > Mj ≥ 3                | 743   |
| 3 > Mj ≥ 2                | 2,203 |
| 2 > Mj ≥ 1                | 1,206 |
| 1 > Mj ≥ 0                | 14    |
| 不明                      | 10    |
| 合計                      | 4,331 |

| 日付 (JST) | 石川県 能登地方 | 能登半島沖 | 佐渡付近 | 新潟県 上中越沖 | 石川県 西方沖 | 合計  | 累計  |
| ---------- | --------------- | ---------- | -------- | --------------- | ------------- | ----- | ----- |
| 1月1日     | 404             | 176        | 67       | 24              | 3             | 674   | 674   |
| 1月2日     | 1,091           | 584        | 250      | 83              | 22            | 2,030 | 2,704 |
| 1月3日     | 862             | 429        | 234      | 67              | 35            | 1,627 | 4,331 |
| 1月4日     | 699             | 325        | 159      | 51              | 16            | 1,250 | 5,581 |
| 1月5日     | 496             | 234        | 108      | 60              | 16            | 914   | 6,495 |
| 1月6日     | 444             | 185        | 114      | 33              | 20            | 796   | 7,291 |
| 1月7日     | 410             | 153        | 82       | 36              | 12            | 693   | 7,984 |
| 1月8日     | 369             | 134        | 60       | 30              | 5             | 598   | 8,582 |

### 各県での地震発生回数
気象庁ではこの他に、石川県能登地方・石川県加賀地方・新潟県・富山県・福井県の各県・地域で震度1以上を観測した回数についてもホームページで公表を行っている。その理由について気象庁長官の森隆志は北陸地方全域で大地震が発生し続けているという誤解を払拭し、風評被害を削減するためであると2月21日の記者会見で語っている。
2024年1月に石川県内で震度1以上を観測した1547回の地震のうち、1月16日に加賀地方で発生した1回を除く1546回はこの地震の震源域内で発生した。また、北陸地方で同じ月にこの地震の震源域内で震度1以上を観測した地震の回数は、富山県で182回中180回、新潟県で143回中136回、福井県で79回中77回となっている。
翌2月も、石川県内で震度1以上を観測した146回の地震のうち144回、福井県内で震度1以上を観測した7回の地震のうち5回、新潟県内で震度1以上を観測した9回の地震のうち7回がこの地震の震源域内で発生しているなど、影響が続いている。

## 地震発生確率
気象庁は本震後に地震の発生確率を公表しており、1月8日0時の段階では地震発生当初と比べると3日以内に最大震度5強程度の地震が発生する確率は2分の1程度に減少した一方で、平常時と比べると100倍を超えている状況であった。1月15日0時の段階ではこの確率は地震発生当初と比べると5分の1程度に減少したが、平常時と比較すると依然として100倍を超えており、1月22日0時の時点ではそれぞれ8分の1程度、100倍程度であった。1月29日0時の時点ではそれぞれ10分の1程度、60倍程度で、3日以内に最大震度5弱程度の地震が発生する確率は地震発生当初と比べると6分の1程度、平常時と比べると50倍程度であった。2月5日0時の時点では3日以内に最大震度5弱程度の地震が発生する確率が地震発生当初と比べると7分の1程度、平常時と比べると40倍程度とされた。2月9日0時・2月16日0時の時点ではいずれも、それぞれ8分の1程度、40倍程度で、2月22日0時の時点ではそれぞれ10分の1程度、30倍程度とされた。2月29日0時の時点では2月22日時点と3日以内に最大震度5弱程度以上の地震が発生する確率は同様だったが、気象庁が地震発生確率の発表を終了する目安と判断している1か月に一度程度の発生頻度に相当する確率を下回ったと発表された。また、それまで記載されていた「地震の発生する可能性は依然として高い状態」「今後1週間程度、最大震度5弱程度以上の地震に注意」という表現も記載されなくなった。ただし、地震活動自体は本震前より活発な状態が続いていると表現している。
翌週以降は気象庁から地震の発生確率に関する情報は発表されていないが、3月11日の地震調査委員会の発表では同日0時から3日以内に最大震度5弱以上を観測する地震が発生する確率は地震発生当時と比較すると15分の1程度、平常時と比較すると20倍程度と算出されており、引き続き1か月に一度程度の発生頻度に相当する確率を下回っていると判断されている。